# Ryan Fleck
Pour les articles homonymes, voir Fleck.
Ryan Fleck est un réalisateur, scénariste et directeur de la photographie américain. Il est né le 20 septembre 1976 à Berkeley, en Californie. Son succès lui vient de son long métrage Half Nelson, projet qui a eu du mal à naître pour des problèmes économiques.
Il collabore souvent avec Anna Boden, scénariste et productrice avec laquelle il a fait ses études à New York.

## Filmographie
- 2002 : Struggle
- 2003 : Have You Seen This Man ? (réalisé avec Anna Boden)
- 2004 : Gowanus, Brooklyn
- 2005 : Young rebels (réalisé avec Anna Boden)
- 2006 : Half Nelson
- 2008 : Sugar (réalisé avec Anna Boden)
- 2010 : Une drôle d'histoire (It's Kind of a Funny Story) (réalisé avec Anna Boden)
- 2014 : Under Pressure (Mississippi Grind) (réalisé avec Anna Boden)
- 2019 : Captain Marvel (réalisé avec Anna Boden)
- 2024 : Freaky Tales (réalisé avec Anna Boden)

## Récompenses
- 2006 : Prix spécial du Jury, et prix de révélation au Festival de Deauville pour Half Nelson
- 2006 : Prix spécial du Jury, et Mention spéciale au Festival de Locarno pour Half Nelson
- 2006 : Nommé au Léopard d'or au Festival de Locarno pour Half Nelson